# Opuncija
Opuncija (lat. Opuntia) je rod kaktusa iz porodice Cactaceae. Opuntia broji više od 250 vrsta kaktusa koji većinom potječu iz Amerike. Plodovi Opunite su jestivi, samo treba biti dosta oprezan i odstraniti male bodlje. Plodovi se koriste u izradi kolača i želea. Opuntia stricta (bodljikava kruška) se koristi i u medicinske svrhe. Regulira šećer u krvi, sprječava akne, koristi se i protiv artritisa i bolesti očiju.
Postrojbina: gotovo svi dijelovi Sjeverne, Srednje i Južne Amerike, Zapadna Indija, a neke su se vrste udomaćile i u Europi.

## Uzgoj
Ovo je velik i jako raširen rod. Neke vrste su patuljaste dok druge narastu do veličine drveta. Mnoge od ovih vrsta vrlo sporo rastu (Opuntia pachypus). Većina vrsta raste u svakoj zemlji, ali se preporučuje dodatak od 25% pijeska za sve spororastuće vrste. Dobro uspjevaju na suncu i u polusjeni, a sve vrste traže dosta vode za velikih vrućina. To su biljke koje se preporučuju za uzgoj početnicima radi lakog održavanja. 
Zimi odlično podnose hladnoću, a neke čak i mraz. Vrsta opuntia fragilis podnosi niske temperature do -50C. Zabilježeno je da je jedan primjerak ove vrste preživio u sjevernoj Švedskoj temperaturu od čak -60C!

## Vrste
1. Opuntia abjecta Small ex Britton & Rose
2. Opuntia aciculata Griffiths
3. Opuntia × aequatorialis Britton & Rose
4. Opuntia × alta Griffiths
5. Opuntia altomagdalenensis Xhonneux
6. Opuntia amarilla Griffiths
7. Opuntia anahuacensis Griffiths
8. Opuntia × andersonii H. M.Hern., Gómez-Hin. & Bárcenas
9. Opuntia arechavaletae Speg.
10. Opuntia atrispina Griffiths
11. Opuntia auberi Pfeiff.
12. Opuntia aurantiaca Lindl.
13. Opuntia aurea E. M.Baxter
14. Opuntia aureispina (S. Brack & K. D.Heil) Pinkava & B. D.Parfitt
15. Opuntia austrina Small
16. Opuntia azurea Rose
17. Opuntia basilaris Engelm. & J. M.Bigelow
18. Opuntia bonplandii (Kunth) F. A.C. Weber
19. Opuntia bravoana E. M.Baxter
20. Opuntia canina Speg.
21. Opuntia caracassana Salm-Dyck
22. Opuntia × carstenii R. Puente & C. Hamann
23. Opuntia cespitosa Raf.
24. Opuntia chaffeyi Britton & Rose
25. Opuntia × charlestonensis Clokey
26. Opuntia chiangiana Scheinvar & Manzanero
27. Opuntia chisosensis (M. S.Anthony) D. J.Ferguson
28. Opuntia chlorotica Engelm. & J. M.Bigelow
29. Opuntia clarkiorum Rebman
30. Opuntia cochenillifera (L.) Mill.
31. Opuntia × cochinera Griffiths
32. Opuntia × coloradensis D. J.Barnett & Donnie Barnett
33. Opuntia × columbiana Griffiths
34. Opuntia crassa Haw.
35. Opuntia crystalenia Griffiths
36. Opuntia cubensis Britton & Rose
37. Opuntia curassavica (L.) Mill.
38. Opuntia × curvispina Griffiths
39. Opuntia deamii Rose
40. Opuntia × debreczyi Szutorisz
41. Opuntia decumbens Salm-Dyck
42. Opuntia dejecta Salm-Dyck
43. Opuntia delafuentiana Martínez-Gonz., Luna-Vega, Gallegos & García-Sand.
44. Opuntia × demissa Griffiths
45. Opuntia depressa Rose
46. Opuntia dillenii (Ker Gawl.) Haw.
47. Opuntia discolor Britton & Rose
48. Opuntia drummondii Graham
49. Opuntia × edwardsii V. E.Grant & K. A.Grant
50. Opuntia eichlamii Rose
51. Opuntia elata Link & Otto ex Salm-Dyck
52. Opuntia elizondoana E. Sánchez & Villaseñor
53. Opuntia engelmannii Salm-Dyck ex Engelm.
54. Opuntia excelsa Sánchez-Mej.
55. Opuntia feroacantha Britton & Rose
56. Opuntia ficus-indica (L.) Mill.
57. Opuntia fragilis (Nutt.) Haw.
58. Opuntia fuliginosa Griffiths
59. Opuntia galapageia Hensl.
60. Opuntia gallegiana Scheinvar & Olalde
61. Opuntia gosseliniana F. A.C. Weber
62. Opuntia guatemalensis Britton & Rose
63. Opuntia guilanchii Griffiths
64. Opuntia hitchcockii J. G.Ortega
65. Opuntia hondurensis Standl.
66. Opuntia howeyi J. A.Purpus
67. Opuntia huajuapensis Bravo
68. Opuntia humifusa (Raf.) Raf.
69. Opuntia hyptiacantha F. A.C. Weber
70. Opuntia inaequilateralis A. Berger
71. Opuntia inaperta (Schott ex Griffiths) D. R.Hunt
72. Opuntia jaliscana Bravo
73. Opuntia lagunae E. M.Baxter
74. Opuntia lasiacantha Pfeiff.
75. Opuntia leucotricha DC.
76. Opuntia littoralis (Engelm.) Cockerell
77. Opuntia lutea (Rose) D. R.Hunt
78. Opuntia macrocentra Engelm.
79. Opuntia macrorhiza Engelm.
80. Opuntia maxima Mill.
81. Opuntia megapotamica Arechav.
82. Opuntia megarrhiza Rose
83. Opuntia mesacantha Raf.
84. Opuntia microdasys (Lehm.) Pfeiff.
85. Opuntia militaris Britton & Rose
86. Opuntia monacantha (Willd.) Haw.
87. Opuntia nejapensis Bravo
88. Opuntia nemoralis Griffiths
89. Opuntia × occidentalis Engelm. & J. M.Bigelow
90. Opuntia ochrocentra Small ex Britton & Rose
91. Opuntia olmeca Pérez Crisanto, J. Reyes & F. Brachet
92. Opuntia orbiculata Salm-Dyck ex Pfeiff.
93. Opuntia oricola Philbrick
94. Opuntia pachyrrhiza H. M.Hern., Gómez-Hin. & Bárcenas
95. Opuntia parviclada S. Arias & Gama
96. Opuntia penicilligera Speg.
97. Opuntia perotensis Scheinvar, Olalde & Gallegos
98. Opuntia phaeacantha Engelm.
99. Opuntia pilifera F. A.C. Weber
100. Opuntia pinkavae B. D.Parfitt
101. Opuntia pittieri Britton & Rose
102. Opuntia polyacantha Haw.
103. Opuntia pottsii Salm-Dyck
104. Opuntia preciadoae Scheinvar, Olalde, Gallegos & J. Morales S.
105. Opuntia puberula Pfeiff.
106. Opuntia pubescens H. L.Wendl. ex Pfeiff.
107. Opuntia pycnantha Engelm.
108. Opuntia quimilo K. Schum.
109. Opuntia quitensis F. A.C. Weber
110. Opuntia rastrera F. A.C. Weber
111. Opuntia repens Bello
112. Opuntia retrorsa Speg.
113. Opuntia ritteri A. Berger
114. Opuntia robinsonii J. G.Ortega
115. Opuntia robusta H. L.Wendl. ex Pfeiff.
116. Opuntia × rooneyi M. P.Griff.
117. Opuntia rufida Engelm.
118. Opuntia salmiana J. Parm. ex Pfeiff.
119. Opuntia sanguinea Proctor
120. Opuntia scheeri F. A.C. Weber
121. Opuntia setocarpa Arreola-Nava, Guzm.-Hern. & Cuevas
122. Opuntia soederstromiana Britton & Rose
123. Opuntia × spinosibacca M. S.Anthony
124. Opuntia spinulifera Salm-Dyck
125. Opuntia stenarthra K. Schum.
126. Opuntia stenopetala Engelm.
127. Opuntia streptacantha Lem.
128. Opuntia stricta (Haw.) Haw.
129. Opuntia strigil Engelm.
130. Opuntia sulphurea G. Don ex Salm-Dyck
131. Opuntia tapona Engelm. ex J. M.Coult.
132. Opuntia tehuacana S. Arias & U. Guzmán
133. Opuntia tezontepecana Gallegos & Scheinvar
134. Opuntia tomentosa Salm-Dyck
135. Opuntia tortispina Engelm. & J. M.Bigelow
136. Opuntia triacanthos (Willd.) Sweet
137. Opuntia tuna (L.) Mill.
138. Opuntia tunoidea Gibbes
139. Opuntia × vaseyi (J. M.Coult.) Britton & Rose
140. Opuntia velutina F. A.C. Weber
141. Opuntia ventanensis M. A.Long
142. Opuntia wilcoxii Britton & Rose
143. Opuntia zamudioi Scheinvar

## Galerija
- Opuntia ovata
- Opuntia robusta